# الگوریتم کریستینز
الگوریتم کریستینز(به انگلیسی: Cristian's algorithm) الگوریتم همزمانی ساعت است که در اینترانت های کم تاخیر استفاده می‌شد.

## الگوریتم
این اگوریتم بین پروسه «الف» و سرور «ب» استفاده می‌شود که به ساعت هماهنگ جهانی متصل است.
۱- الف از ب زمان را درخواست می‌کند.
۲- ب بعد از دریافت درخواست الف، پاسخ را با ساعت خود آماده می‌کند و زمان ج را برای آن ارسال می‌کند.
۳-الف زمان ج + زمان بازگشت / ۲ را به عنوان زمان خود،تنظیم می‌کند.